# DC Ліга Супер-Улюбленців
«DC Ліга Супер-Улюбленців» (англ. DC League of Super-Pets) — американський мультфільм, прем'єра якого відбулася 27 липня 2022 року.

## Синопсис
Лекс Лютор захоплює Лігу Справедливості, і тоді собака Супермена, Крипто, формує команду з тварин, які здобули суперздатності. Пес Ейс стає надсильним, свиня ПіБі може виростати до гігантських розмірів, черепаха Мертон має супершвидкість, а білка Чіп отримує електричну силу.

## Актори
- Двейн Джонсон — Крипто, собака Супермена
- Кевін Харт — пес Ейс[7][8].
- Ванесса Байер[en] — свиня ПіБі[7][8].
- Наташа Лайонн — черепаха Мертон[en][7][8].
- Дієго Луна — білка Чип[en][7][8].
- Джон Кразінські — Кларк Кент / Супермен, герой Метрополіса, господар Крипто[9].
- Кіану Рівз — Брюс Вейн / Бетмен
- Марк Мерон — Лекс Лютор, генеральний директор LexCorp і заклятий ворога Супермена.

Крім того, ролі озвучили Кейт Маккіннон, Томас Мідлдітч, Альфред Моліна, Кіт Девід, Ліна Гіді, Бен Шварц та Ден Фоґлер.

## Виробництво
У липні 2018 року Джареда Стерна призначили сценаристом та режисером анімаційного фільму про Легіон суперулюбленців. У січні 2019 року було оголошено, що Сем Левін буде співрежисером мультфільму, а Патріція Хікс виступить продюсером картини.
У травні 2021 стало відомо, що Двейн Джонсон озвучуватиме Крипто. Крім головної ролі у фільмі, він разом із Дені Гарсія, Хірамом Гарсія та Стерном приєднаються до Хікса як продюсери; а Джон Реква, Гленн Фікарра та Ніколас Столлер будуть виконавчими продюсерами.
Анімацією займатиметься студія Animal Logic.

## Прокат
Спочатку вихід мультфільму планувався на 21 травня 2021. Пізніше дата виходу була перенесена на 20 травня 2022. На HBO Max картина з'явиться через 45 днів після показу кінотеатру.

## Відеогра
Відеогра DC League of Super-Pets: The Adventures of Krypto and Ace, заснована на фільмі , була анонсована на DC FanDome і вийшла навесні 2022.